# Brzeźniaki
Brzeźniaki – kolonia wsi Świniotop w Polsce, położona w województwie mazowieckim, w powiecie wyszkowskim, w gminie Wyszków.
W latach 1975–1998 Brzeźniaki administracyjnie należały do województwa ostrołęckiego.